# 村山貢司
村山 貢司 （むらやま こうじ、1949年10月25日 - ）は、気象予報士。NHKへの出演、花粉症の専門家としての活動で知られる。財団法人気象業務支援センター振興部専任主任技師。有限会社気象環境サービスにも所属。

## 略歴
東京都出身。東京都立立川高等学校、東京教育大学農学部卒業。1972年、財団法人日本気象協会入社、1996年に気象予報士資格を取得。2003年に日本気象協会を退社して気象業務支援センターに移籍。
気象、生気象、地球環境が専門分野で、特に花粉症の専門家として著名。東京都花粉症対策検討委員会委員、林野庁スギ花粉動態委員会委員、花粉学会評議員等を務める。
1980年代よりNHKニュース7をはじめNHKの主要なニュース番組のキャスターを歴任し、2000年～2007年まで、NHKニュースおはよう日本やNHK週刊ニュースの気象キャスターを担当していた。また花粉や地球環境の専門家としてテレビ、新聞など数多くのメディアに出演している。著書も多数。

## 主な出演（担当）番組
- NHKモーニングワイド（NHK総合、1987年4月-1993年3月）
- 首都圏ネットワーク（NHK総合、19時前）
  - 月 - 木（1993年4月 - 1994年3月）
  - 平日（1996年4月 - 1997年3月）
- NHKニュース9（NHK総合）
  - 月 - 木（1993年4月 - 1994年3月）
  - 平日（1994年4月 - 1995年3月）
- NHKニュース7（NHK総合、1994年4月-1996年3月）
- NHKニュースおはよう日本（土日祝）（NHK総合、2000年4月-2007年3月）
- NHK週刊ニュース（NHK総合、2000年4月-2007年3月）

## 主な著書
- 村山貢司、佐橋紀男、高橋裕一『スギ花粉のすべて』メディカル・ジャーナル社、1995年2月。ISBN 978-4944012152。
- 村山貢司『異常気象―多発する裏に何があるのか』ワニのNEW新書、1999年6月。ISBN 978-4584103098。
- 村山貢司、松尾裕美、柳沢美樹子『山歩きはじめの一歩〈5〉山の天気―変わりやすい山の天気。その気象のメカニズムを知ろう。』山と渓谷社、2001年7月1日。ISBN 978-4635044059。
- 村山貢司『そこが知りたい!気象の不思議』かんき出版、2001年8月。ISBN 978-4761259471。
- 村山貢司『病は気象から―天気予報で病気予防』実業之日本社、2003年2月。ISBN 978-4408105338。
- 村山貢司、岩谷忠幸『山岳気象入門』山と渓谷社〈ヤマケイ・テクニカルブック 登山技術全書 (10)〉、2005年7月1日。ISBN 978-4635043304。